# Soldier (película)
Soldier (El último soldado en Hispanoamérica) es una película de acción y ciencia ficción dirigida por Paul W. S. Anderson y protagonizada por Kurt Russell. El guion fue escrito por David Webb Peoples, quien fue guionista junto con Hampton Fancher de Blade Runner de Ridley Scott. La película se convirtió en un desastre a nivel económico perdiendo 57,9 millones de euros (sobre la base de la inflación actual).

## Argumento
En 1996, como parte de un nuevo programa militar, decenas de huérfanos son seleccionados al nacer y criados como soldados altamente disciplinados, dedicados a una vida militar que no admite el desarrollo de otras facetas. Ellos son entrenados como asesinos despiadados y obedientes sin moral, donde cualquier niño que demuestra debilidad física o mental es ejecutado de inmediato. De esta forma, los sobrevivientes del programa crecen para convertirse en máquinas de combate eficientes, sin emociones ni conexión con otras personas; entre ellos el sargento Todd 3465 se destaca como el mejor y más letal tras sobrevivir en decenas de misiones dentro y fuera del planeta.
Todo cambia en 2036, cuando el coronel Mekum presenta una nueva versión del proyecto, con jóvenes soldados genéticamente diseñados con atributos físicos superiores, intelectualmente superdotados y carentes de emociones excepto un alto nivel de agresividad. Ellos reemplazarán a los ahora considerados obsoletos soldados viejos; pero el Capitán Church, comandante de la unidad de Todd, insiste en que el entrenamiento tradicional y experiencia de sus hombres los hace vigentes y mejor capacitados que a soldados físicamente superiores pero inexpertos, por ello deciden poner a prueba las habilidades de los nuevos soldados compitiendo contra sus hombres. Los nuevos soldados superan a los viejos soldados en todos los sentidos; finalmente, en un ejercicio de lucha mano a mano, Caine 607, el mejor de los nuevos soldados, debe enfrentar a los tres mejores soldados del escuadrón; inicialmente asesina sin problemas a dos de sus oponentes, sin embargo Todd significa un desafío mayor logrando arrancarle un ojo antes de ser acabado como sus compañeros y dado por muerto. Mekum encubre sus muertes como un accidente durante el entrenamiento y ordena que sus cuerpos sean desechados con la basura; tras esto declara obsoletos a los soldados antiguos, los retira y degrada a personal de servicio.
Cuando Todd recupera la conciencia descubre que fue arrojado en Arcadia 234, un planeta usado como vertedero, cuyo ambiente es desértico, crepuscular y prácticamente estéril, donde de forma súbita se forman potentes tormentas de viento. Herido y en peligro es encontrado y cuidado por Mace y su esposa Sandra, quienes son parte de un grupo de sobrevivientes de una nave estrellada que los llevaba a establecerse en las Lunas Trinidad; y a quienes se los ha dado por muertos, ya que a Arcadia solo llegan naves no tripuladas, estando condenados a permanecer allí sobreviviendo con lo que encuentran en la basura que es tirada en el lugar. Con el tiempo Todd desarrolla una silenciosa relación con Nathan, el hijo de la pareja, quien perdió la capacidad de hablar tras la mordedura de una serpiente siendo bebé. Compartiendo con ellos y los demás colonos Todd se ve a merced de emociones que hasta ese momento no había tenido oportunidad de sentir, lo que le hace entrar lentamente en contacto con su humanidad, pero a la vez, lo tortura ya que contradice todo lo que su entrenamiento condicionó en él, causando en ocasiones conductas erráticas o violentas que despiertan el temor de los demás.
Aunque Todd demuestra ser un integrante valioso gracias a su fuerza y habilidades, el grupo se deja llevar por el miedo y proponen expulsarlo, siendo detenidos solo por las protestas de Mace, sin embargo, cuando descubre a Todd forzando a Nathan a enfrentar una serpiente en lugar de protegerlo, cambia de opinión y junto al resto lo echan del refugio. En paralelo, el coronel Mekum decide llevar a sus soldados a un ejercicio de campo con armamento pesado en un planeta deshabitado para acumular experiencia de combate y realizar un barrido de seguridad semestral, escogiendo por coincidencia a Arcadia 234. 
Poco tiempo después, Mace y Sandra casi son atacados por una serpiente mientras duermen, pero Nathan imita lo que Todd le enseñó y los salva. Mace comprende que juzgaron mal al soldado y decide buscarlo para llevarlo de vuelta independientemente de la opinión de los demás. Los soldados llegan al planeta y, dado que está catalogado como deshabitado, al detectar la presencia de los colonos Mekum decide aprovechar la situación y los declara hostiles para así utilizarlos como blancos para sus hombres, a pesar de las protestas del Capitán Church. Justo después de que Mace encuentre a Todd y se disculpe, los soldados los ven y bombardean el lugar asesinando a Mace. Todd se dirige al refugio, que sufre un feroz ataque, y aunque es superado en número y armas, los años de experiencia en batalla mas su conocimiento sobre el ambiente del planeta, le permiten matar al pelotón de avanzada, apoderarse de sus armas y salir al encuentro del resto. 
Temeroso de que una fuerza enemiga desconocida pueda estar enfrentándolos, el coronel Mekum ordena a los soldados que se retiren a la nave y regresen con artillería pesada. Usando tácticas de guerrilla, Todd supera y mata sistemáticamente a todos los soldados restantes; finalmente roba un vehículo blindado para embestir destruir otro similar pilotado por Caine 607, último sobreviviente del escuadrón; tras esto usa uno de los transmisores de los soldados para enviar un escueto mensaje a Mekum: Tus soldados están obsoletos. Presa del miedo, Mekum ordena que los antiguos soldados desembarquen una bomba destruye-planetas antes de retirarse del lugar.
Mientras tanto, Caine sobrevive al choque y usando drogas de su botiquín personal mejora su rendimiento y va tras Todd, quien se encuentra evacuando a los colonos. Tras un feroz combate cuerpo a cuerpo Caine demuestra su superioridad física, pero finalmente es derrotado por la experiencia y las tácticas inteligentes de Todd, quien lo hace creer que pretende tomar una hoz tirada en el suelo y cuando Caine se distrae intentando tomar primero la herramienta, le abre el estómago con el aspa de un viejo helicóptero, tras lo cual lo mata sin esfuerzo.
Mekun, cada vez más asustado, ordena que la nave que despegue y abandone a los viejos soldados, lo que hace que el Capitán Church se oponga y lo enfrente, por lo que Mekum lo asesina a sangre fría. Todd encuentra a su antiguo escuadrón y en silencio se ponen de su lado; eligiendo obedecerlo, los veteranos se apoderan fácilmente de la nave. Mekum le ruega a Todd por su vida, pero es arrojado al planeta junto a sus ayudantes tras lo cual los veteranos evacuan a los colonos restantes y dejan el planeta. En un negligente intento de desarmar el artefacto explosivo, Mekum lo activa prematuramente destruyendo el planeta. La nave escapa lejos del radio de explosión y por orden de Todd pone rumbo a las Lunas Trinidad.

## Reparto
- Kurt Russell como Todd 3465.
- Jason Scott Lee como Caine 607.
- Jason Isaacs como Colonel Mekum.
- Connie Nielsen como Sandra.
- Sean Pertwee como Mace.
- Jared Thorne y Taylor Thorne como Nathan.
- Mark Bringelson como Rubrick.
- Gary Busey como Church.
- K.K. Dodds como Sloan.
- James Black como Riley.
- Mark De Alessandro como Goines.
- Vladimir Orlov como Romero.
- Carsten Norgaard como Green.
- Duffy Gaver como Chelsey.
- Brenda Wehle como Hawkins.
- Michael Chiklis como Jimmy Pig.
- Elizabeth Dennehy como esposa de Jimmy Pig.

## Producción
El guion fue redactado quince años antes de la producción. Kurt Russell dijo solo 104 palabras a lo largo de la película a pesar de estar presente en el 85% de las escenas. Durante la primera semana de rodaje se fracturó el tobillo izquierdo y luego la parte superior del pie derecho cuatro días después, por lo que fue necesario reprogramar toda la producción. Los realizadores filmaron primero escenas en las que Russell estaba acostado, seguidas de escenas de Russell sentado, Russell de pie pero sin moverse, etc. El anime MD Geist como fuente de inspiración tuvo una influencia significativa en el desarrollo de la película.

## Lanzamiento
El DVD fue lanzado en Estados Unidos el 2 de marzo de 1999 y en el Reino Unido el 2 de agosto de 1999, fue distribuido por Warner Home Video. Fue lanzado como un disco de doble cara, que incluía la versión de pantalla ancha en un lado, con pantalla completa en el otro. Incluido en el disco había una sección de comentarios sobre la película. Soldier fue lanzado en Blu-ray por primera vez en los Estados Unidos el 26 de julio de 2011.

## Recepción
Soldier recaudó U$14.600.000 millones en Estados Unidos. El sitio web Rotten Tomatoes informó una calificación de aprobación del 13% basada en 53 revisiones y una calificación promedio de 3.78 de 10. El consenso crítico del sitio web dice: "Una película aburrida y un desperdicio de una buena escenografía". Las audiencias encuestadas por CinemaScore le dieron a la película una calificación promedio de "B +" en una escala de A + a F.
Bruce Westbrook del Houston Chronicle comentó que "la acción se maneja bastante bien, pero es rutinaria, y no hay satisfacción en ver a Todd despachar a hombres que no tienen más sed de sangre que él". Lisa Schwarzbaum de Entertainment Weekly criticó el uso excesivo de clichés de género en la película, diciendo "cualquier cliché que puedas soñar usar para una película de acción futurista, cualquier epopeya familiar de gran presupuesto que pienses plagiar, Soldier llegó primero". Michael Wilmington, del Chicago Tribune, describió la película como "un gran actor de acción brutal, ruidoso y en el que buscamos en vano en la oscuridad las chispas de humanidad que los cineastas nos siguen prometiendo". Lisa Alspector del Chicago Reader consideró que la película era agradable, calificó la actuación de Russell de "persuasiva" y dijo que "esta atractiva aventura de acción formulada muestra mucha convicción en sus escenas de acción no demasiado llamativas y un poco de ligereza en la socialización gradual del personaje de Russell". De manera similar, Kevin Thomas de Los Angeles Times le dio a la película una calificación de 3.5 sobre 5 y la llamó "una potente aventura de acción al estilo del cómic".

## Conexión conBlade Runner
David Peoples ha dicho que en su guion de Soldier intentó crear una «secuela indirecta» de Blade Runner y que ambas películas tienen lugar en el mismo universo. En la película aparece un Spinner de Blade Runner como parte de la escenografía, y en el registro de servicio del Sargento Todd 3465, donde se muestra las batallas en las que ha participado, figuran la de la Puerta de Tannhäuser y la del Hombro de Orión, las cuales también lleva tatuadas en el brazo. Ambos lugares son mencionados en el monólogo final de Blade Runner. Sin embargo, Soldier es una secuela no oficial, ya que nunca ha sido formalmente aprobada por la sociedad que mantiene los derechos de Blade Runner.